# Tauchretter

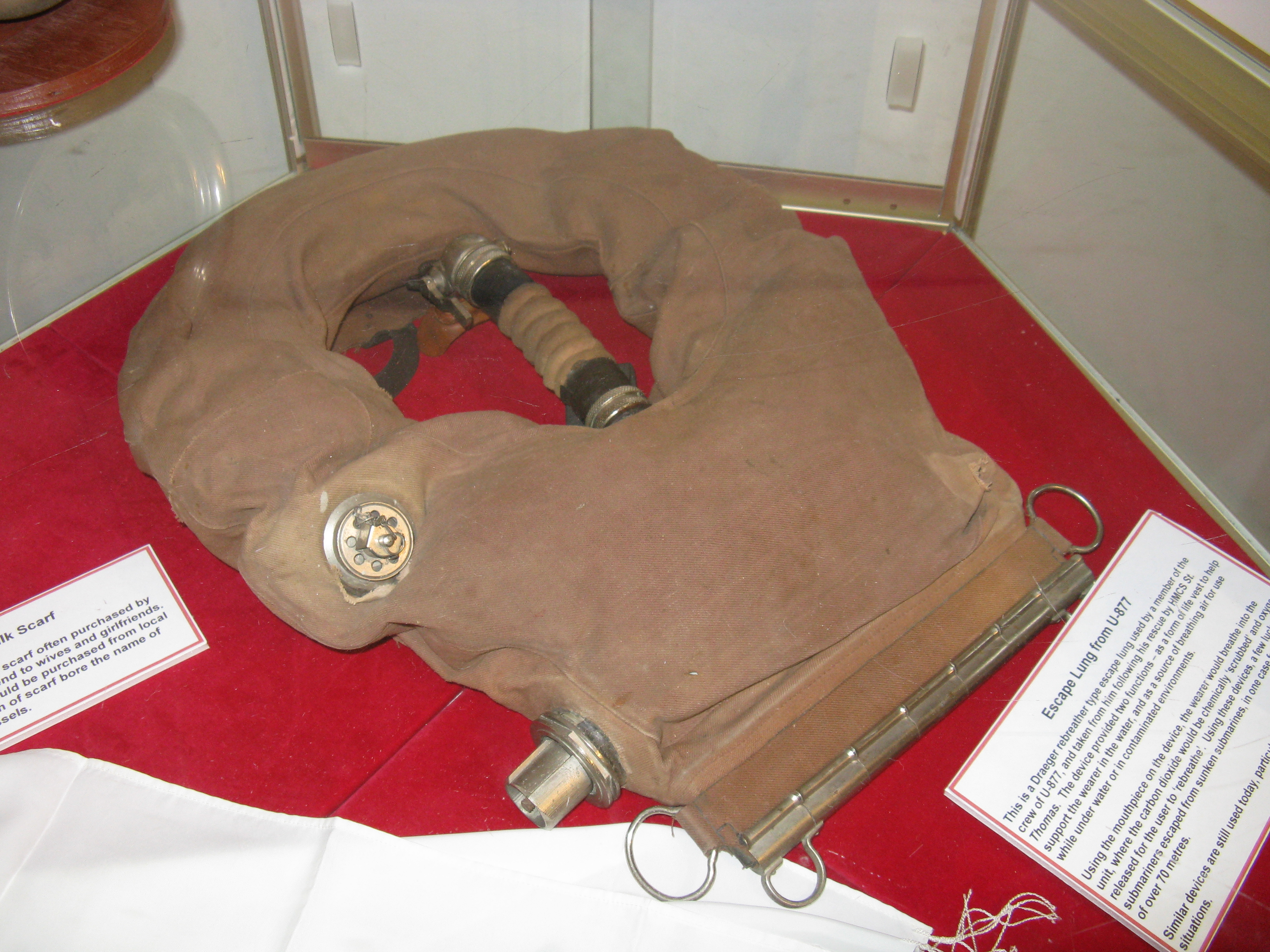
Deutscher Tauchretter aus dem Zweiten Weltkrieg

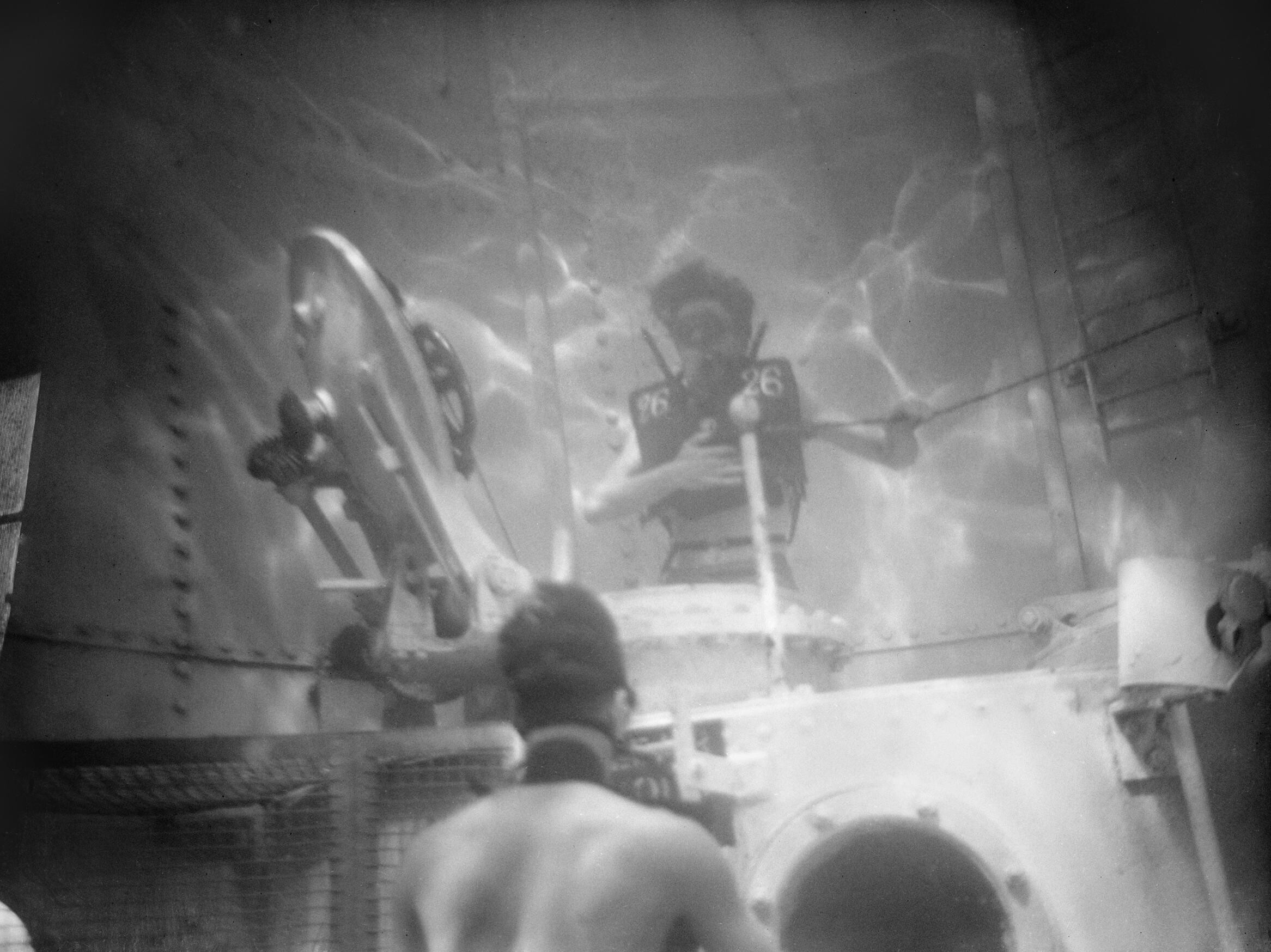
Übung eines Notausstiegs über eine Druckschleuse mit Davis-Tauchretter in einem Testtank (1942)

Der Tauchretter ist ein Atemschutzgerät, das seinem Träger ermöglicht, eine gewisse Zeit in einer Umgebung ohne (ausreichend) atembare Luft, insbesondere im Wasser, zu überleben.

## Namensgebung

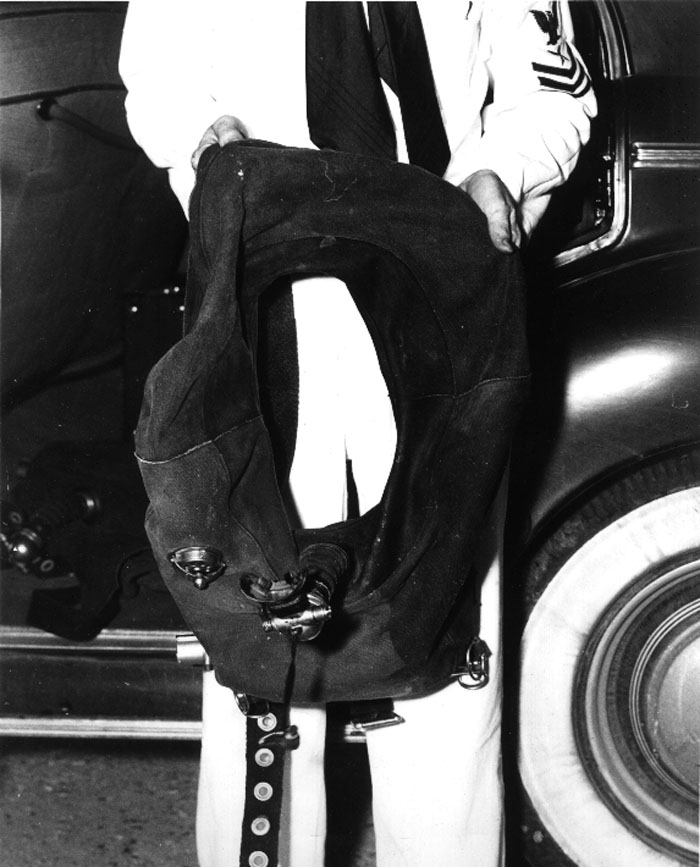
Tauchretter von U-701 (1942)

Während unter Tauchen im heutigen Sprachgebrauch nur noch der Aufenthalt unter Wasser verstanden wird, beinhaltete dieser Begriff bis etwa Mitte des 20. Jahrhunderts auch den Aufenthalt in nicht atembarer Atmosphäre. So bezeichnete man um das Jahr 1900 eine wassergekühlte Brandschutzhaube mit Luftversorgung für Feuerwehrleute als Feuertaucher und noch in den 1940er Jahren wurden Träger von Atemschutzgeräten auch Gastaucher genannt.
Der Tauchretter wurde aus solchen Atemschutzgeräten entwickelt und fand auch an Land, z. B. im Bergbau, Verwendung. Mit zunehmender Verbreitung des Tauchretters als Rettungsmittel aus havarierten U-Booten und als leichtes Tauchgerät reduzierte sich die Bedeutung auf die Luftversorgung unter Wasser. Gelegentlich wurde er auch zur Verlängerung der Tauchzeit eines U-Boots eingesetzt, wenn die Luftvorräte zur Neige gingen, ein Auftauchen aus technischen oder militärischen Gründen jedoch nicht in Frage kam.

## Funktionsweise

### Chemisch
Die normale Atemluft enthält 21 % Sauerstoff. Bei einem Atemzug werden der eingeatmeten Luft ca. 4 % Sauerstoff entzogen und durch eine entsprechende Menge ausgeatmeten Kohlenstoffdioxids (CO2) ersetzt. Ein bestimmtes Volumen Luft kann also im Prinzip mehrmals „durchgeatmet“ werden, bis sein Sauerstoffanteil erschöpft ist, allerdings reichert sich dabei das ausgeatmete CO2 in der Luft an. Da ein gesunder Organismus die Atmung über eine „Messung“ des CO2-Gehalts im Blut steuert, verursacht ein Anstieg des CO2-Gehalts in der Atemluft schnell ein nahezu unerträgliches Gefühl der Atemnot. Außerdem bestehen physiologische Gefahren durch zu viel Kohlendioxid in der eingeatmeten Luft: ab 5 % kommt es zu Bewusstlosigkeit, ab 8 % über längere Zeit zum Tod.
Folglich muss das sich anreichernde CO2 der Luft aus dem Atemkreislauf entfernt werden. Dazu durchströmt die ausgeatmete Luft Atemkalk, in welchem das CO2 erst an Natriumhydroxid gebunden wird, welches dann vom ebenfalls enthaltenen Calciumhydroxid, auch als gelöschter Kalk bekannt, wieder regeneriert wird. In Tauchrettern kam früher neben anderen Hydroxiden auch frischer gebrannter Kalk (CaO) zum Einsatz. Dieser bindet das CO2 direkt, es entsteht Calciumcarbonat (CaCO3) und sehr viel Wärme, welche im Wasser dem Auskühlen entgegenwirkte. Dabei bestand allerdings die Gefahr, dass eindringendes Wasser sehr heftig mit dem gebrannten Kalk reagiert, was zu schweren Lungenverätzungen führen kann. Außerdem konnte der Branntkalk unbemerkt Feuchtigkeit binden und dadurch zu gelöschtem Kalk werden, welcher das CO2 alleine nicht schnell genug binden kann.
Das durch die CO2-Bindung entfallende Luftvolumen wird durch zugeführten Sauerstoff ersetzt.
Für Tauchretter werden auch Substanzen eingesetzt, die in einer chemischen Reaktion CO2 aus der Atemluft binden und gleichzeitig O2 freisetzen. Diese Eigenschaft besitzen beispielsweise Kaliumhyperoxid, das darüber hinaus auch noch Wasserdampf aus der Atemluft bindet:
{\displaystyle {\ce {4 KO2 + 4 CO2 + 2 H2O -> 4 KHCO3 + 3 O2}}}
Eine weitere Verbindung, die in diesem Zusammenhang verwendet wird, ist Natriumperoxid:
{\displaystyle {\ce {Na2O2 + CO2 -> Na2CO3 + 1/2 O2}}}

### Technisch
Der Tauchretter ist ein so genannter Pendelatmer, das heißt, ein und dieselbe Luft wird immer wieder ein- und ausgeatmet, die Patrone mit Atemkalk und eine Sauerstoffzufuhr verhindern das Ersticken.
Der Träger des Tauchretters nimmt ein Mundstück in den Mund, an dem zwei kurze Schläuche befestigt sind. Ein Schlauch mündet in die Kalkpatrone. Hier wird während des Ausatmens das CO2 aus der Luft herausgefiltert. Die verbleibende Luft strömt weiter in einen Atemsack (Gegenlunge). Das Volumen des entzogenen CO2 wird aus einer kleinen Hochdruckflasche durch Sauerstoff ersetzt, da sich das Volumen der zur Verfügung stehenden Atemluft anderenfalls immer mehr verringern würde (s. o. „Chemische Funktionsweise“). Nun atmet der Träger wieder ein und die Luft strömt durch den zweiten Schlauch aus dem Atemsack zum Mundstück zurück. Um zu verhindern, dass der Träger durch die Nase atmet, setzt er eine Nasenklammer auf.

### Einsatz bei der U-Boot-Rettung
Machte ein Notfall den Ausstieg aus einem U-Boot erforderlich, wurde zunächst nach Möglichkeit gewartet, bis das Wasser die Luft im Boot so weit zusammengedrückt hatte, dass der Druck in der verbleibenden Luftblase dem Druck der Wassertiefe entsprach (s. Boyle-Mariotte). Das untere Ende des Ausstiegsschachts musste daher niedriger liegen als die Decke des Bootskörpers, damit die Luft bei Öffnung der Luke nicht entweichen konnte (Luftfalle). Bei Ausgleich des Innen- und Außendrucks ließ sich die Luke dann öffnen. Die Besatzung des Boots konnte aussteigen.
Einen Eindruck von einem Tauchretter-Einsatz schilderte im Jahr 1913 der Journalist, Autor und Leiter der Literarischen Abteilung des Drägerwerks Lübeck Wilhelm Haase-Lampe:

„Schon sofort nach Eintritt des Unfalles hat das Kommando ›Klar bei Tauchretter!‹ die Mannschaft veranlasst, sich mit dem Rettungsapparat auszurüsten
… Das Entrinnen aus dem Wrack ist nur möglich, wenn die Druckdifferenz
im Inneren des Bootes aufgehoben wird. Da ist kein anderer Ausweg
als das Volllaufenlassen des ganzen Bootes. Die Mannschaften holen tief
Luft, führen das Atmungsstück des ›Tauchretters‹ zum Mund, öffnen den
Mundstückhahn und legen die Nasenklammer an. Das Ventil des Sauerstoffzylinders
wird geöffnet, bis der Atmungssack auf dem Rücken prall
liegt. Noch ein ›Hurra!‹ dem Kaiser. Der letzte rettende Weg öffne sich.
Er ist schwer, schaurig für manch einen, aber er ist der einzige. Das Bodenventil
wird gelöst, und gurgelnd, rauschend steigt das Wasser in den
Raum, umspült die Füße der Harrenden, kriecht an ihren Leibern hoch
und schließt sich über ihren Köpfen zusammen. Was tut’s! Der Retter
Sauerstoff erhält sie. … Aber das Licht ist erloschen. Tastend berühren
sich die Arme. Die rechte Hand liegt am Ventil des Sauerstoffzylinders,
in Intervallen den Zustrom des Nährgases auslösend; die Linke umfasst
das Ventil des Preßluftzylinders, um die Druckdifferenzen im Apparat zu
paralysieren. Nach wenigen Minuten steht der Raum bis auf eine Schicht
zusammen gepreßter Gase voll Wasser. Die Niedergänge werden geöffnet
… Mann um Mann entsteigt den Luken ... In schnellem Auftrieb strebt der
Erste dem Tage zu. Die im ›Tauchretter‹ expandierende Luft entweicht
blubbernd einem feinorganisierten, trefflich bewährten Überdruckventil.
… Der Auftauchende hat jetzt 15 m Tiefe erreicht, verharrt dort 2 Minuten
… Noch eine Auftauchpause von 5 Minuten in 6 m Tiefe, und dann
darf der Aufstieg zum Licht und zu rettungsbereiten Kameraden vollendet
werden. In senkrechter Schwimmlage treiben die Befreiten auf der
Wasseroberfläche. … Durch die Benutzung einer sicher funktionierenden
Abwerfvorrichtung kann sich der Schwimmende von dem Atmungsapparat
befreien; der Oberkörper bleibt von der Schwimmweste umhüllt. … Es
kann kein Zweifel darüber bestehen, dass die Rettung im ›Tauchretter‹ den
höchsten Grad von Kaltblütigkeit und Disziplin verlangt...“

## Geschichte
Mit der Entwicklung der ersten militärisch brauchbaren U-Boote kurz vor dem Ersten Weltkrieg stellte sich auch die Frage nach Rettungsmöglichkeiten bei Havarien. Erste, oft tödliche Versuche wurden mit einfachen „Atemsäcken“ gestartet, die zwar als Auftriebshilfe nützlich waren, aber oft nicht genug Sauerstoff enthielten, um der auftauchenden Person den gesamten Aufstieg zu ermöglichen.
Robert Henry Davis und Henry A. Fleuss entwickelten ab 1903 bei Siebe Gorman in England ein Kreislaufatemgerät, das unter Wasser und im Bergbau einsetzbar war; es wurde in den Folgejahren verbessert und später als Davis-Tauchretter (engl.: Davis Escape Set) bekannt. Wichtigste Neuerungen waren Dosierventile für eine kontrollierte Zuführung des zusätzlichen Sauerstoffs im Jahre 1906, die auch von den anderen Firmen, die Tauchretter herstellten, frühzeitig übernommen wurden.
Das Drägerwerk in Lübeck erfand 1907 den U-Boot-Retter. Beide Systeme basierten auf dem Prinzip der Sauerstoffzufuhr aus einer Hochdruckflasche bei gleichzeitiger Absorption des Kohlendioxids durch eine zwischengeschaltete Patrone mit Natriumhydroxid.
Der Dräger-Tauchretter lieferte dem Auftauchenden über ein Mundatemgerät Sauerstoff für etwa 30 Minuten. An der Wasseroberfläche angekommen, konnte die Atmungsapparatur von der zum Tauchretter gehörenden Schwimmweste abgetrennt werden. Dräger stellte vor und während des Ersten Weltkriegs zwei Modelle des Tauchretters her, welche die Bezeichnungen DM 1 und DM 2 führten. Der Dräger-Tauchretter wurde nach dem Untergang des U-Boots U 3 in der Kieler Bucht der Kaiserlichen Marine als Rettungsgerät angeboten und kam ab 1912 auf deutschen U-Booten zum Einsatz.
Im Jahr 1913 stellte Dräger einen Bade-Tauchretter vor. Während die bisherigen Geräte nur zum Auftauchen dienten und somit auch darauf ausgelegt waren, Auftrieb zu entwickeln, damit der Träger auch ohne Schwimmbewegungen zur Oberfläche gelangte, war der Bade-Tauchretter mit Gewichten versehen, die es auch ermöglichten, abzutauchen, um Verunglückte zu suchen und zu bergen.
Neben U-Boot- und Bade-Tauchrettern bot Dräger ab 1913 auch einen Tauchretter für Piloten von havarierten Wasserflugzeugen an, die diesen auch als Sauerstoffquelle in großen Höhen nutzen konnten.
Ab 1939 entwickelte Hans Hass auf der Grundlage des Tauchretters den unmittelbaren Vorläufer des heute üblichen Schwimmtauchgeräts.

## Weiterentwickelte Formen des Tauchretters

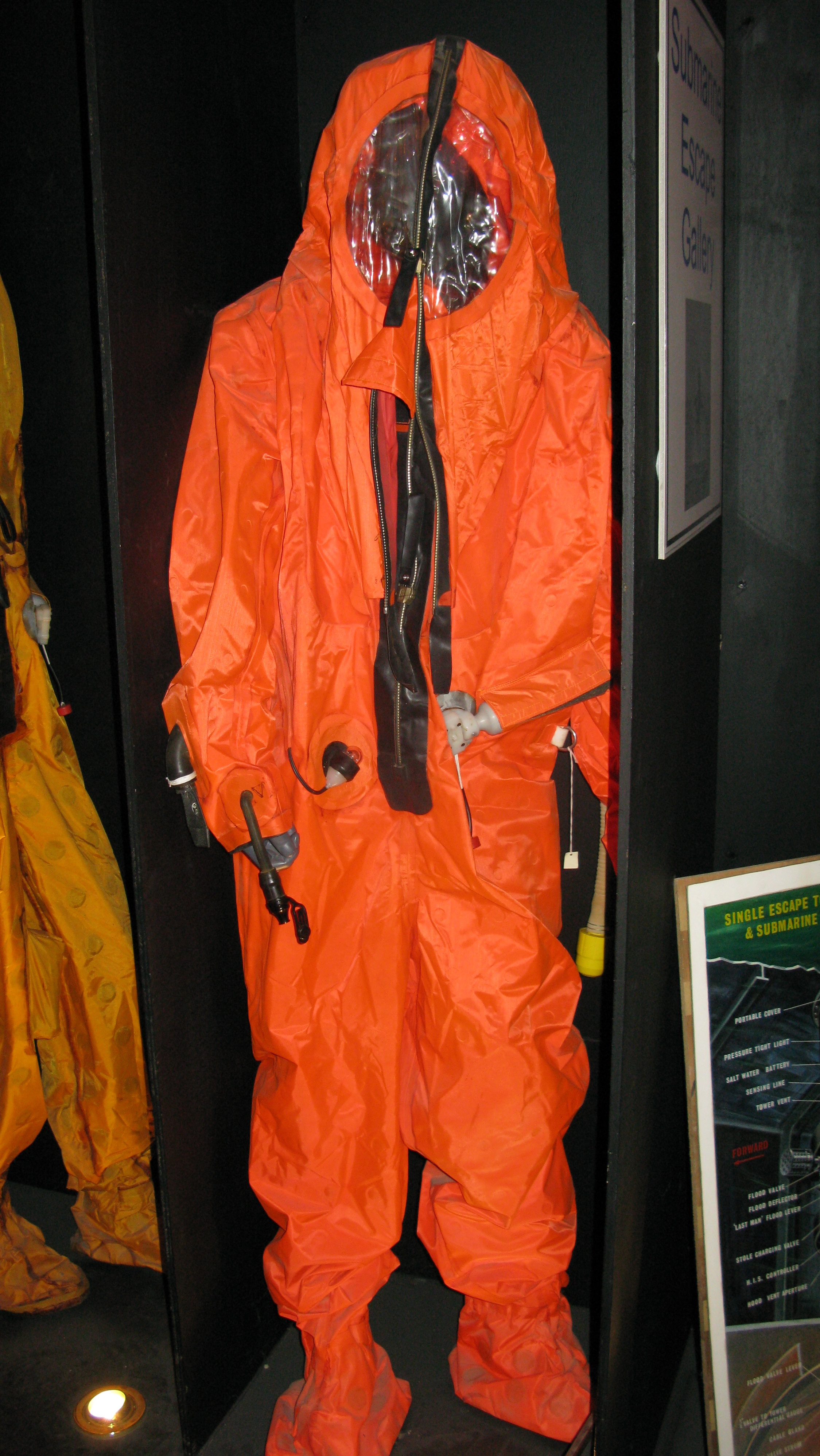
Moderner Tauchretter (Royal Navy Submarine Museum)

Bei späteren Entwicklungen enthielten die Druckbehälter anstelle von Sauerstoff oder Druckluft ein geeignetes Gasgemisch. Dieses wurde automatisch über ein Ventil dosiert, was die Benutzung des Tauchretters auch in größeren Tiefen ermöglicht.
Im Weiteren entwickelten sich die Geräte weiter zu dem Sauerstoffkreislaufgerät, deren Modelle bei jedem Atemzug das gebildete CO2 absorbieren und die verbrauchte Menge Sauerstoff manuell oder automatisch nachfüllen. Sauerstoffkreislaufgeräte sind technisch einfacher als Gemischgeräte, in der Benutzung jedoch biologisch auf geringe Tauchtiefen beschränkt. Sauerstoffkreislaufgeräte sind bei Kampftauchern und Unterwasserfotografen sehr beliebt, da im Unterschied zum Atemregler keine Blasen entweichen, die den Taucher verraten könnten. Ein anderes Einsatzgebiet ist der betriebliche Brandschutz etwa in Chemiebetrieben oder die Rettung im Bergbau, wo lange Einsatzdauer die Verwendung von Pressluftatemgeräten verbietet.
Weiterentwicklungen der Sauerstoffkreislaufgeräte ermöglichen mit speziellen, unterschiedlich komplexen Gasdosier- und Überwachungseinrichtungen den Einsatz auch in größeren Tiefen und über längere Zeiträume, sie werden unter anderem von Berufstauchern, als Notatemgerät und für das technische Tauchen verwendet.
Heutige Tauchretter sind kombiniert mit Schwimmwesten und Schutzhauben, die Kopf und Atmungsorgane vor überkommendem Wasser schützen. Der Einsatz erfolgt mit Wärmeschutzanzügen, etwa vergleichbar mit den bekannten Trockentauchanzügen. Der Einsatz ist dennoch auf vergleichsweise geringe Tiefen beschränkt, Rettungskapseln und Rettungs-U-Boote sowie Notauftriebsmittel und abwerfbarer Ballast sollen Sicherheit für größere Tiefen gewähren.
Ein dem Tauchretter sehr ähnlichen Atemgerät war für die Verwendung innerhalb der Personal Rescue Enclosure vorgesehen, einer Rettungskapsel, die die NASA für das Space Shuttle entwickelte, jedoch nie einsetzte. In der kugelförmigen, innendruckhaltenden und isolierenden Textilhülle konnte jeweils ein Astronaut überleben und durch einen zweiten Astronauten im Raumanzug durch den luftleeren Raum zu einem geeigneten Rettungsraumfahrzeug transportiert werden.

## Tauchretter im Film
Einsätze von Tauchrettern zeigen die Filme:
- Das Boot (Vier Einsätze der „Kalipatronen“):

1. Nach einem gelöschten Feuer an Bord (indirekt verursacht durch Wasserbomben) werden Kalipatronen zur Lüftung verwendet („LI: Durch Kalipatronen lüften!“),
2. Johann „das Gespenst“ stoppt einen Wassereinbruch unter einem Dieselmotor,
3. Der Leitende Ingenieur arbeitet in einer Chlorgas-Atmosphäre an der Überbrückung von zerstörten Batteriezellen,
4. Benutzung von Tauchrettern beim Schlafen in den Kojen, um Atemluft zu sparen und Zeit für die Reparaturen zu gewinnen, als man vor Gibraltar in 280 m Tiefe festsitzt.

- Haie und kleine Fische (kontrollierter Ausstieg aus gesunkenem U-Boot),
- U-Boat (Schutz der Atemluft vor Meningitis),
- U 47 – Kapitänleutnant Prien (Sauerstoff sparen),
- Morgenrot (Kontrollierter Ausstieg aus gesunkenem U-Boot im Ersten Weltkrieg. Zwei Tauchretter zu wenig, um alle Besatzungsmitglieder zu retten.)
- The Wolf’s Call – Entscheidung in der Tiefe (kontrollierter Ausstieg aus sinkendem U-Boot).